# محاكاة الدماغ

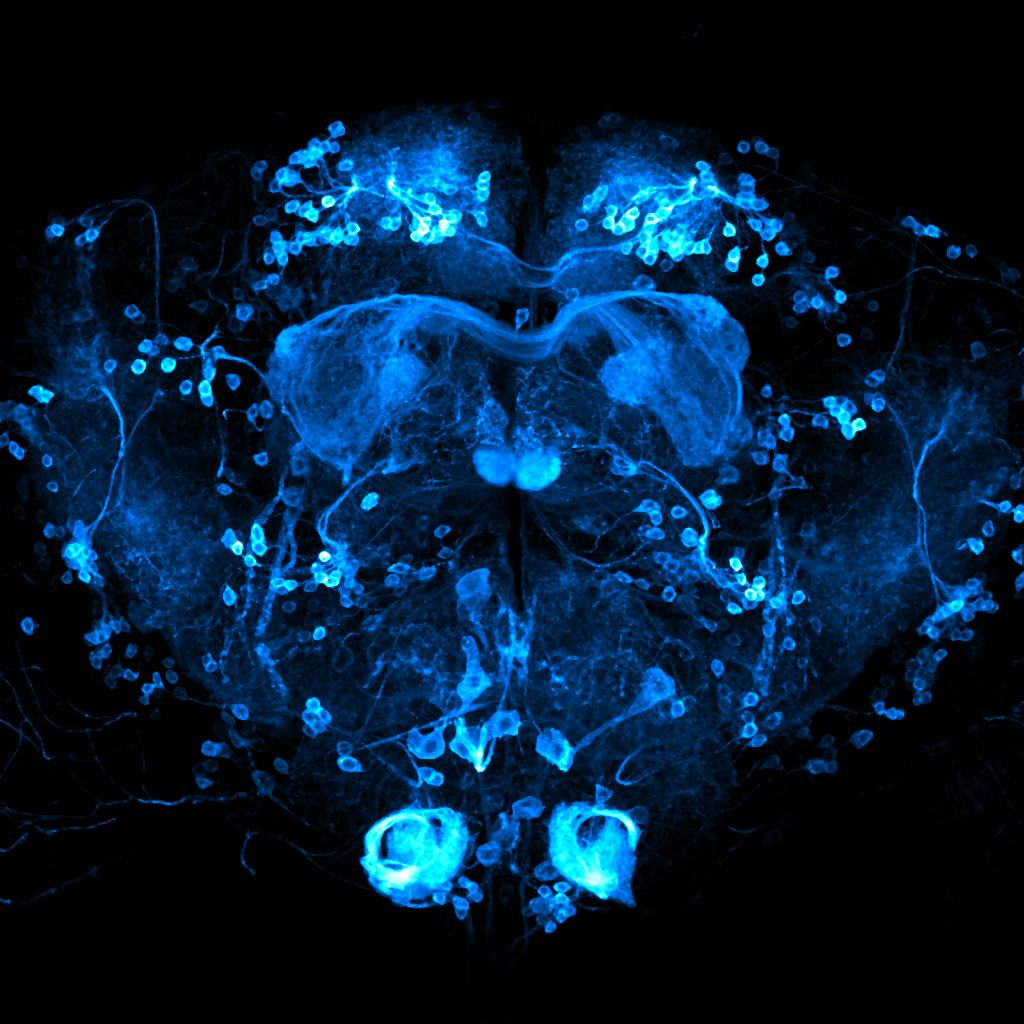
مشروع الدماغ الأزرق و يتم تصور المحاكاة العصبية من قبل تطبيق RT Neuron و OpenGL.

محاكاة الدماغ هو مفهوم من خلق نموذَج الحاسوب يعمَل مِن الدّماغ أو جُزء من الدماغ. نمذجة الدماغ (أو النّظام الفرعي للدماغ) ينطوي على كُل من نمذَجة الخلايا العصَبية الكهرَبائيّة والخواص الكيميائية السائبة (على سبيل المثال تدرجات السيروتونين خارج الخلية)، كما يَلزم وجود نموذَج للربط العصبي للكائن الحي المُستهدف، والشّبكة العصبية مُعقدَة للغاية، والأسلاك التّفصيليَة لم تُفهَم بعد، كذلك حالياً يكون نمّي تجريبيّاً في ثدييات صغيرة بمشاريع مثل: مشروع الدماغ الأزرق.
يعتزمُ مشرُوع الدّماغ الأزرق إنشاء مُحاكاة حاسوبيّة لِعمود القشرية الثديية وصولاً إلى المستوى الجُزيئيّ، وحسَب أحد التقديرات، فإنّ إعادة بناء كامل للربط البشري بِاستخدام مَنهَجِية مشروع الدماغ الأزرق سَيتطلب مزمار تخزين البيانات. في عام 2013، أنشأ مشروع الدماغ البشري منصة مُحاكاة الدماغ (BSP)، وهي مَنصة تعاونيّة يُمكن الوصول إليها عبر الإنترنِت مُصمَّمة لِمحاكاة نماذج الدماغ. وقد استخدم مشروع الدماغ البشريّ التقنيات المستخدمة من قبلِ مشروع الدماغ الأزرق وبُنيت عليها.
تهدِف مشاريع مُحاكاة الدماغ إلى المساهمةِ في فهم ِكامل للدماغ، وتُساعِد في نهايةِ المطاف عملية عِلاج وتَشخيص أمراض الدّماغ.

## ربداء رشيقة (الدُّودة المُستدِيرة)

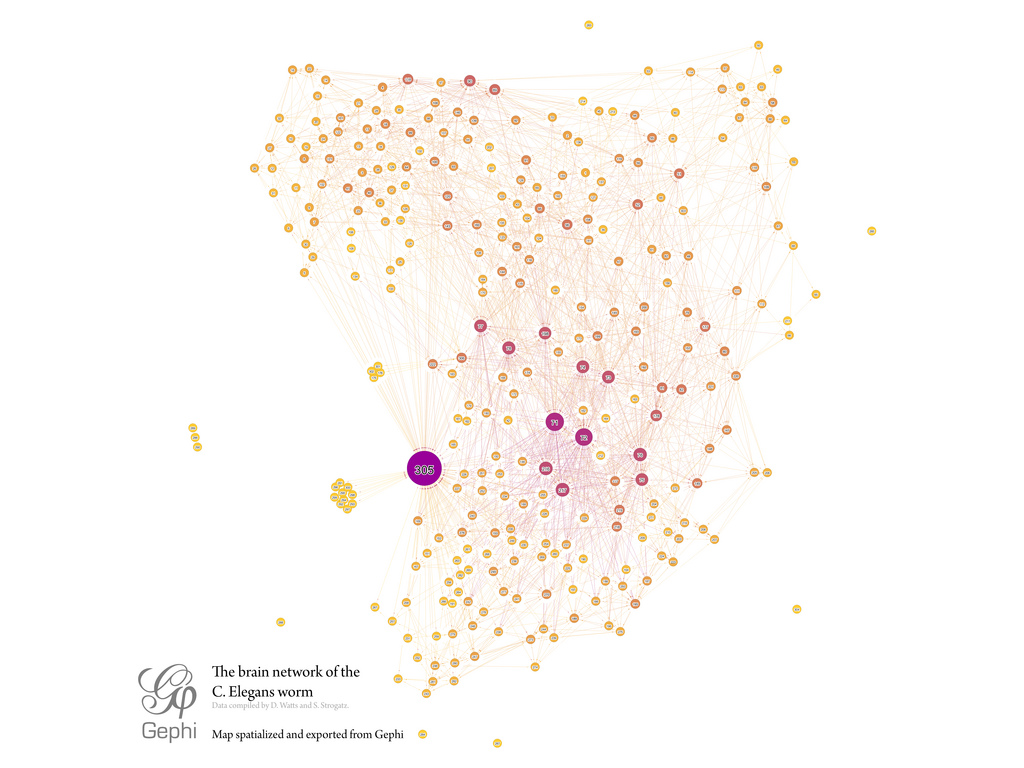
خريطة الدماغ للدودة المستديرة 302 من الخلايا العصبية، مترابطة من قبل 5000 نقاط الاشتباك العصبي

تمّ تعيين خطط اتصَال الدائِرة العصَبيّة حساسِة اللمس للديدان المُستديرة البسيطة في عام 1985، ومُحاكاة جزئياً في عام 1993. مُنذ عام 2004، تمّ تطوير العديد من برامج المحاكاة للنظام العصبي والعضليّ الكامل، بما في ذلِك محاكاة البيئة المادية للدودة، وقد أُتيحت بعض هذه النماذج للتنزيل، ومع ذلك لا يزال هُناك نقص في فهم كيفيّة الخلايا العصبية والاتصالات بينهما، تولد نطاقًا معقدًا بِشكل مُدهش من السلوكيات التي يتم مُلاحظتها في الكائن الحيّ البسيط نسبيًا، هذا التّناقُض بين البساطة الظَاهرة لكيفيّة تفاعُل الخلايا العصبية المُعينة مع جيرانها، وتجاوز التعقيد في وظيفة الدماغ الكلية، هوَ مِثال على خاصية ناشئة، هذا النوع من الخصائص الناشِئة يتوازى مَع الشبكات العصبية الاصطناعية، والخلايا العصبية فِيها بسيطة لِلغاية مُقارنة بمخرجاتها المُجردة المُعقدة غالبالنّ

## النّظام العصبيّ لذُبابِة الفاكِهة
تمّت دِراسة دِماغ ذُبابة الفاكِهة بِدقَة. يقدمُ نموذَج مُحاكاة لِدماغ ذُبابة الفاكِهة نموذجًا فريدًا مِن الخَلايا العصبيّة الشَقيقة.

## رسِم خَرائِط دِماغ الفَأر والمُحاكاة
رَسَمَ هنري ماركرام خَريطة لأنواعِ الخلايا العصبيّة داخِل دماغ الفأر ووصلاتها بين عامي 1995 و2005. في ديسمبَر 2006، أكمل مشروع بلو برين مُحاكاة عمود القِشرة المُخية الحديثة للفأر. يعتبر عمود القشرة المخية الحديثة أصغر وِحدة وظيفيّة في القشرةِ المخيّة الحديثة. القشرة المخية الحديثة هي جُزء من الدماغ يُعتقد أنّه مسؤول عن وظائف عالية المستوى مثل التفكير الواعي، وتحتوي على 10000 خلية عصبية في دماغ الفئران (و108 نقطة تشابك عصبي). وفي نوفمبر 2007، أفاد المشروع بنهاية مرحلته الأولى، وتقديم عملية تعتَمد على البيانات لإنشاء العمُود القشري الجديِد والتحقُق منه والبَحث عنه.
تَمَّ تشغيل شَبكة عصَبيّة اصطِناعيّة وُصِفَت بأنها كبيرة ومُعقدة مثل نِصف دماغ الفأر، على كمبيوتر عِملاق بواسطة فَريق البحث بجامعة نيفادا في عام 2007. واستَغرقت كُل ثانية من وقتِ المُحاكاة عَشر ثوانٍ من وقتِ الكمبيوتر. زعمَ الباحثُون أنّهم لاحظوا نبضات عصَبية «متسقة بيولوجيًا» تتدفق عَبر القشرة المخية الافتراضية. ومع ذلك، افتقَرَت المحاكاة إلى الهياكلِ التي شُوهِدت في أدمغة الفئران الحقيقية، وتعتَزمُ تحسِين دقّة نماذج الخلايا العصبية والتشابك.

## الدّماغُ الأزرقُ والجرذُ
الدماغ الازرق هو مشروع تمّ إطلاقه في مايو 2005 بواسِطِة IBM والمَعهد الفيدرَاليّ السويسري للتكنولُوجيا فِي لُوزان. كَان الهدف من المشروعِ هُو إِنشاء مُحاكَاة حاسُوبيّة لِلعَمود القشريّ للثدييات وصولًا إلى المُستوى الجزيئي. يستخدمُ الَمشروع حاسوبًا عملاقًا يعتمدُعلى تصميم الجين الأزرق من IBM لمُحاكاةِ السّلوك الكهربائيّ للخلايا العصبية بناءً على إتصالها التشابُكي ونفاذيّة الأيونات. يَسعى المشروع إلى الكشفِ في النّهاية عن رؤى حَول الإدراك البشريّ والعديد من الاضطراباتِ النفسية النّاتجة عن خللٍ في الخلايا العصبية، مِثل التوحد، وفِهم كيفيّة تَأثير العوامِل الدوائية على سلوكِ الشبكة.

## الكمبيوتَر«ك» والدّماغ البشَريّ
في اواخر عام 2013، استخدَم الباحِثون في اليابان وألمانيا الكمبيوتر «ك»، ثمّ رابع أسرع كمبيوتر فائق، وبرنامج المحاكاة«نيست» لمحاكاةِ 1% من الدَماغ البشريّ. صمَمت المُحاكاة شَبَكة تَتكوّن من 1.73 مليار خليّة عَصَبية متصلة بِواسطة 10.4 تريليون نقطة الاشتباك العصبي. لتحقيق هذا العمل الفَذ، قام البرنامج بتوظيف 82944 معالجًا مِن كمبيوتر «ك»، استغرقَت العملية 40 دقيقة، لإكمال مُحاكاة ثانية واحدة من نشاطِ الشّبكة العصبية في الوقت الحقيقي والبيولوجي.

## مَشروع الدِماغ البشريّ
مشروع الدّماغ البشرِي (HBP)هو برنامِج بحث مُدته 10 سنوات مُموّل من الاتحاد الأوروبي. بدأَ في عام 2013 ويعملُ بِه حوالي 500 عالِم في جميع أنحاء أوروبا. يتضَمن 6 منصات:
1. معلوماتيّة عصبية (قواعد بيانات مشتركة).
2. مُحاكاة الدّماغ.
3. تحلِيلات وحوسَبة عالية الاداء.
4. المعلومَاتية الطبيّة (قاعدة بيانَات المرضى).
5. الحوسَبة العصبية (الحوسبة المُستوحاة من الدماغ).
6. المُحاكاة الروبوتيّة.

منصة محاكاة الدماغ (بي اس بي) هو جُِهاز للأدوات التي يمكن الوصول إليها عبر الإنترنت، والتي تسمَح ممكنة في المختبر. وهم يطبِقون تقنيات الدماغ الأزرق لمناطِق الدماغ الأخرى، مثل المُخيخ، والحصين، والعُقد القاعدية.

## مُحاكاة الدِماغ مفتوحة المَصدر
تمّ إصدار نماذِج من الدماغ كبرنامِج مفتوح المَصدر غيت هاب وهي متوفِرة على مواقع مثل (OSS).
وتشْمَل الدودة الُمستديرة، وذُبابة الفاكِهة، ونماذِج الدّماغ البشري، والتي تستنِد إلى بنيةِ برمجيات NENGO وهي أكبَر نموذَج دمَاغ وظيفِيّ في العالم يوضَح معرض مشروع الدماغ الأزرق وكيف يُمكن تحويل النّماذِج والبيانَات مِن مشروع الدّماغ الأزرق إلى NeuroML وPyNN (نماذِج شبكة بايثون العصبية).